# 与那国語
与那国語（よなぐにご）または与那国方言（よなぐにほうげん）は、沖縄県与那国島で話されている言語もしくは琉球語の方言である。地元ではドゥナンムヌイと呼ばれる。琉球諸語（琉球語、琉球方言）の一つ。

## 話者数
国立国語研究所の推計によれば、話者は2010年の時点で393人。当地の住民でも60代半ばを境に話せる者は稀になり、年少者は話せず理解することもできない。2009年2月にユネスコにより消滅危機言語の「重大な危険」(severely endangered)と分類された。

## 音韻

### 音韻体系
- 母音音素 /i, a, u/
- 半母音音素 /j, w/
- 子音音素 /h, kʔ, k, g, ŋ, tʔ, t, d, n, c, s, z, r, p, b, m/
- 拍音素 /N/

与那国語は /i, a, u/ の3母音体系で、日琉諸語の中で最も母音数が少ない。そのためそれぞれの具体的音声にはかなりのゆれがある。母音 /i/ は、[i]～[e] の広がりを持った音であり、[ji], [ʔi] の異音を持つ。また強調するときには [sagei]（酒だよ！）のように [ei] とも発音される。母音  /u/ も、[u]～[o] のゆれがあり、[ʔu]、[wu] の異音を持つ。助詞 [duː]（よ）などでは [dɔu] のように広く [ɔu] と発音される。
母音の長短は弁別的でないとされるが、助詞などが付かない1モーラの語は基本的に長母音化する。従って、[naː]（名）、[kiː]（木）のようになる。
半母音音素のうち、 /j/ は語頭に立つことができないが、全ての子音と結びつくことができる。 /w/ は、/ŋ, m, c, r/以外の全ての子音と結びつくことができる。
子音では軟口蓋破裂音と歯茎破裂音に、有気音 /k, t/ と無気喉頭化音 /kʔ, tʔ/ との区別があるのが大きな特徴である。北琉球諸語でも区別があるが、宮古語・八重山語では認められない。またこの区別は、与那国語では語頭のみに認められ、語中ではほとんど無気喉頭化音として実現する（よって本項以下の記述では語中の /ʔ/ は省略して表記する）。/c/ および  /p/ も音声的には無気喉頭化音だが、対応する有気音は欠けており弁別的特徴ではない。
有声の軟口蓋音は、鼻音の /ŋ/ が破裂音 /g/ と対立している。/ŋ/ は琉球諸語のなかでは与那国語と奄美の喜界島にしか認められない。また /z/ は語例が極めて少なく、語頭において /za/, /zja/ として現れるのみで語中・語尾では現れない。
拍音素には/N/（撥音）があり、/Q/（促音）は与那国語に認められない。/N/の音声は、後続の子音に応じて /m, n, ŋ/ として現れる。（例）[mmi]（爪）、[nta]（土）、/ŋkadi/（百足）
以下は与那国語に現れる拍の一覧。//に囲まれた部分は音素表記、[]に囲まれた部分は具体的音声である。
|        | /i/              | /a/              | /u/              | /ja/             | /ju/             | /wa/             |
| ------ | ---------------- | ---------------- | ---------------- | ---------------- | ---------------- | ---------------- |
| /Ø/    | /i/ [ʔi] [ji]    | /a/ [ʔa]         | /u/ [ʔu] [wu]    | /ja/ [ja]        | /ju/ [ju]        | /wa/ [wa]        |
| /h/    | /hi/ [çi]        | /ha/ [ha]        | /hu/ [ɸu]        | /hja/ [ça]       | /hju/ [çu]       | /hwa/ [ɸa]       |
| /kʔ/   | /kʔi/ [kʔi]      | /kʔa/ [kʔa]      | /kʔu/ [kʔu]      | /kʔja/ [kʔja]    |                  | /kʔwa/ [kʔwa]    |
| /k/    | /ki/ [ki]        | /ka/ [ka]        | /ku/ [ku]        | /kja/ [kja]      | /kju/ [kju]      | /kwa/ [kwa]      |
| /g/    | /gi/ [gi]        | /ga/ [ga]        | /gu/ [gu]        | /gja/ [gja]      |                  | /gwa/ [gwa]      |
| /ŋ/    | /ŋi/ [ŋi]        | /ŋa/ [ŋa]        | /ŋu/ [ŋu]        | /ŋja/ [ŋja]      |                  |                  |
| /tʔ/   | /tʔi/ [tʔi]      | /tʔa/ [tʔa]      | /tʔu/ [tʔu]      | /tʔja/ [tʔja]    | /tʔju/ [tʔju]    | /tʔwa/ /tʔwa/    |
| /t/    | /ti/ [ti]        | /ta/ [ta]        | /tu/ [tu]        | /tja/ [tja]      | /tju/ [tju]      | /twa/ [twa]      |
| /d/    | /di/ [di]        | /da/ [da]        | /du/ [du]        | /dja/ [dja]      |                  | /dwa/ [dwa]      |
| /c/    | /ci/ [ʧʔi]       | /ca/ [tsʔa]      | /cu/ [tsʔu]      | /cja/ [ʧʔa]      |                  |                  |
| /s/    | /si/ [ʃi]        | /sa/ [sa]        | /su/ [su]        | /sja/ [ʃa]       | /sju/ [ʃu]       | /swa/ [swa]      |
| /z/    |                  | /za/ [dza]       |                  | /zja/ [dʒa]      |                  |                  |
| /r/    | /ri/ [ɾi]        | /ra/ [ɾa]        | /ru/ [ɾu]        | /rja/ [ɾja]      |                  |                  |
| /n/    | /ni/ [ni]        | /na/ [na]        | /nu/ [nu]        | /nja/ [ɲa]       |                  | /nwa/ [nwa]      |
| /p/    | /pi/ [pʔi]       | /pa/ [pʔa]       | /pu/ [pʔu]       | /pja/ [pʔja]     |                  | /pwa/ [pʔwa]     |
| /b/    | /bi/ [bi]        | /ba/ [ba]        | /bu/ [bu]        | /bja/ [bja]      | /bju/ [bju]      | /bwa/ [bwa]      |
| /m/    | /mi/ [mi]        | /ma/ [ma]        | /mu/ [mu]        | /mja/ [mja]      |                  |                  |
| 拍音素 | /N/ [n, m, ŋ, ɴ] | /N/ [n, m, ŋ, ɴ] | /N/ [n, m, ŋ, ɴ] | /N/ [n, m, ŋ, ɴ] | /N/ [n, m, ŋ, ɴ] | /N/ [n, m, ŋ, ɴ] |

### 日本語との対応
与那国語では、日本語（本土方言）の /e/ が /i/ に、/o/ が /u/ になっている。ただしス、ツ、ズに対しては、与那国語では /i/ が対応する。
| 日本語   | ア  | イ  | ウ  | エ  | オ  |
| 与那国語 | /a/ | /i/ | /u/ | /i/ | /u/ |

| 日本語      | 与那国語 |
| ----------- | -------- |
| /k/（語中） | /g/      |
| /g/（語中） | /ŋ/      |
| /j/（語頭） | /d/      |
| /w/         | /b/      |
| /z/         | /d/      |

与那国語では、語中のカ行子音が濁音化し /g/ となる。ただしキは /ti/ が対応する。（例）[agiruɴ]（開ける）、[iti]（息）。一方、本来のガ行子音は鼻音 /ŋ/ となる。（例）[aŋaruɴ]（上がる）。ただしギは /gi/ または /di/ となる。またヤ行子音は与那国語では主に語頭で /d/ が対応している。語中では /j/ のものもある。（例）[damuɴ]（病む）、[uja]（親）。南琉球諸語に共通する特徴として、ワ行子音は /b/ が対応する。（例）[bagaɴ]（若い）、[buɴ]（居る/をる）。サ行では、日本語のサ・セ・ソは /sa, si, su/ となるが、シ・スは /ci/ となる。ザ行子音は /d/ となる。（例）[adi]（味）、[kidi]（傷）。タ行では、日本語のタ・テ・トは /ta, ti, tu/ だがチ・ツは /ci/ となる。ハ行子音は /h/ となっており、/p/ をとどめている宮古・八重山語とは異なっている。ただしヒは /ci/ となっている。以上のように与那国語では、日本語のイ段音は子音を変化させている例が多い。ナ行およびマ行では、ナ：/na/、ニ・ネ：/ni/、ヌ・ノ：/nu/、マ：/ma/、ミ・メ：/mi/、ム・モ：/mu/ と対応している。ラ行子音は /r/ となるが、リの場合は /r/ が脱落し /i/ となる。また日本語のロ /ro/ に /du/ が対応することもある。
与那国語の無気喉頭化音は、語頭において無声阻害音+狭母音の連結が無声子音の前にあった場合に、第1拍が脱落し、その代償として第2拍の子音に無気喉頭化という特徴が加わったものである。（例）[kʔuɴ]（聞く）、[kʔuruɴ]（作る）、[kʔuriruɴ]（ふくれる）、[kʔuɴ]（埃）、[kʔuɴ]（弾く）、[tʔaː]（舌）、[tʔuː]（人）、[tʔiː]（聞き）、[tʔiː]（月）。
また、kir・kus・sir・hir を含む語では、r が s に音韻変化を起こした後、第1拍の脱落によって第2拍の s が c に変化している。（例）[tsʔuɴ]（着る）、[tsʔaː]（草）、[tsʔudaːri]（白い）、[tsʔuːma]（昼間）。似た変化は、宮古語で [ffu]（黒）、八重山語で [kisuɴ]（着る）のように現れる。
また、阻害音+狭母音の連結が有声子音の前にあった場合、/N/に変化している。（例）[ŋgi]（髭）、[nni]（舟）、[ndai]（左）。

### 音調（アクセント）
与那国語には3パターンの音調型が存在し、研究によってA型・B型・C型/高型・低型・下降型などと呼ばれる。A型/高型は一音節語の場合は高く、二音節以上の語の場合は最初の音節のみ低く、それ以降は高く発音される。B型/低型の場合、音節数に関わらず全体が低く発音される。C型/下降型は少々変わり種であり、語の最後の音節が軽音節ならばA型/高型と同じになるが、最後の音節が重音節(長母音・二重母音・撥音で終わる語)ならばその音節が下降して発音される。軽音節の語でA型/高型とC型/下降型を見分けるには、例えば=n「も」を付け、重音節を形成すればよい。例えば下表のように「橋」「箸」は単語単独の場合どちらも低高で発音されるが、=n を後ろにつけると「箸」の方にのみ隠れていた下降調が現れる。
| 音調型 | 接尾辞なし                | =n「も」付き                   |
| ------ | ------------------------- | ------------------------------ |
| A型    | /haci/ 低高「橋」 [haʧʔi] | /haci=n/ 低高「橋も」 [haʧʔiŋ] |
| C型    | /haci/ 低高「箸」 [haʧʔi] | /haci=n/ 低降「箸も」 [haʧʔiŋ] |

ただし与那国語の音程の幅は小さく、語がどの音調型に属するのか判断しにくい。またC型/下降型の語では末音節が軽音節でも半下降が実現する場合があるという研究もある。さらに上野 (2010) では、上記の3種類の音調型に収まらないものがあるとしている。

## 文法

### 動詞形態論

#### 規則活用動詞
与那国語の動詞の基本的な構造は、次の表で表される。このうち0と5の要素のみが必須であり、態・極性・相・時制により間に1 - 4が挿入される。5の命令・禁止・勧告・中止の接辞は、3・4に接続することはない。
| 0    | 1             | 2           | 3                             | 4                       | 5                                            |
| ---- | ------------- | ----------- | ----------------------------- | ----------------------- | -------------------------------------------- |
| 語根 | 使役 -(a)mir- | 受身 -arir- | 否定 -anu- 完了 -(j)a-/-(j)u- | 現在 ∅/-u- 過去 -(i)ta- | 直接 -N 連体 -∅/-ru                          |
| 語根 | 使役 -(a)mir- | 受身 -arir- | 否定 -anu- 完了 -(j)a-/-(j)u- | 過去 -(i)ta-            | 状況 -uba/-iba 条件 -ja                      |
| 語根 | 使役 -(a)mir- | 受身 -arir- | ∅                             | ∅                       | 命令 -i 禁止 -(u)Nna 勧告 -(i)NdaNgi 中止 -i |

与那国語の動詞の語形変化は、日琉語族の中でおそらく最も複雑なシステムを持っている。動詞語根と接辞の両方に、複数の異形態があり、その組み合わせパターンから動詞は15種のクラスに分けられる。
ある動詞の命令形と完了形の二つを見れば、音韻環境によって動詞クラスを機械的に特定できる。与那国語の動詞はグループ＞小グループ＞クラスの三段階に分けられ、命令形を見ることで小グループまで特定できる(ただし命令形語根が母音語根の場合を除く)。次いで完了形を見ればクラスが特定でき、これで他の活用形も正しく導き出すことができる。なお命令形の接辞は-iであり、ただ一通りしかない。従って、例えば命令形がkagiとあれば必ずkag-iと分解できる。
与那国語の動詞クラス
1. Cグループ：命令形語根がr以外の子音で終わるもの。
  1. K小グループ：命令形語根がk,g,ŋで終わるもの。
    1. K/YAクラス：命令形語根がk,gで終わり、完了形にjaを取るもの。
    2. ŋ/YAクラス：命令形語根がŋで終わり、完了形にjaを取るもの。
    3. K/Uクラス：完了形がuを取るもの。

  2. C小グループ：それ以外。
    1. C/YAクラス：この小グループは全てこのクラスになる。完了形はjaのみである。
2. Rグループ：命令形語根がrで終わるもの。
  1. VR小グループ：命令形語根がarまたはurで終わるもの。
    1. AR/Aクラス：命令形語根がarで終わるもの。完了形はaのみである。
    2. UR/Uクラス：命令形語根がurで終わり、完了形にuを取るもの。
    3. UR/WAクラス：命令形語根がurで終わり、完了形にaを取るもの。

  2. IR小グループ：命令形語根がirで終わるもの。
    1. IR/Uクラス：完了形にuを取るもの。
    2. IR/YAクラス：完了形にjaを取るもの。
    3. IR/YUクラス：完了形にjuを取るもの。
    4. UIR/WAクラス：命令形語根がuirで終わり、完了形にaを取るもの。
3. Vグループ：命令形語根が母音で終わるもの。＊このグループのみ、小グループの特定に完了形または中止形の情報が必要。
  1. VS小グループ：完了形および中止形の語根がsで終わる。この小グループの完了形は常にjaになる。
    1. AS/YAクラス：命令形語根がaで終わり、完了形にjaを取るもの。
    2. US/YAクラス：命令形語根がuで終わり、完了形にjaを取るもの。

  2. V小グループ：それ以外。
    1. A/Aクラス：命令形語根がaで終わり、完了形にaを取るもの。
    2. U/WAクラス：命令形語根がuで終わり、完了形にaを取るもの。

それぞれの小グループに入る動詞には、例えば以下のものがある。
- 1.1.K小グループ：sunk-u-N(引く)、sag-u-N(裂く)、haŋ-u-N(配る)、tʔiNg-u-N(繋ぐ)、tudug-u-N(届く)、birag-u-N(開く)、aig-u-N(歩く)、niŋ-u-N(願う)。
- 1.2.C小グループ：tat-u-N(立つ)、niNd-u-N(眠る)、kaNd-u-N(被る)、Nd-u-N(言う)、Nn-u-N(見る)、tub-u-N(飛ぶ)、dum-u-N(読む)、c-u-N(着る)、c-u-N(切る)、mut-u-N(持つ)、um-u-N(紡ぐ)、nucim-u-N(盗む)、tarum-u-N(頼む)。
- 2.1.VR小グループ：Ngar-u-N(濡れる)、hudur-u-N(成長する)、kʔur-u-N(作る)、Nkar-u-N(向かう)、hadimar-u-N(始まる)、maŋar-u-N(曲がる)、ar-u-N(洗う)。
- 2.2.IR小グループ：bacir-u-N(忘れる)、kir-u-N(する)、hir-u-N(行く)、ubuir-u-N(覚える)、ugir-u-N(起きる)、aŋir-u-N(上げる)、tir-u-N(照る)、utir-u-N(落ちる)、nadir-u-N(撫でる)、Nnir-u-N(死ぬ)、abir-u-N(呼ぶ)、irir-u-N(入れる)、abatir-u-N(慌てる)、cidikʔir-u-N(続ける)。
- 3.1.VS小グループ：maga-N(炊く)、karaga-N(乾かす)、kja-N(消す)、Nna-N(死なす)、ugu-N(起こす)、hu-N(干す)、Nbu-N(蒸す)、kuru-N(殺す)、bata-N(渡す)、kaina-N(変える)、pira-N(潰す)。
- 3.2.V小グループ・Aクラス：hu-N(食べる)、ku-N(買う)、kʔu-N(使う)、baːru-N(笑う)。
- 3.2.V小グループ・Uクラス：dugu-N(休む)、u-N(追う)、umu-N(思う)。

このうちいくつかのクラスについて、主な接辞が接続した場合の語形を示したものが以下である。
| クラス | 語例   | 使役       | 否定      | 条件    | 現在・直接 (終止) | 命令   | 状況     | 禁止    | 過去    | 完了     |
| ------ | ------ | ---------- | --------- | ------- | ----------------- | ------ | -------- | ------- | ------- | -------- |
| C/YA   | 立つ   | tatamiruN  | tatanuN   | tatja   | tatuN             | tati   | tatuba   | tatuNna | tatitaN | tatjaN   |
| K/U    | 咲く   | sagamiruN  | saganuN   | sagja   | saguN             | sagi   | saguba   | saguNna | satitaN | satuN    |
| AR/A   | 濡れる | NgaramiruN | NgaranuN  | Ngarja  | NgaruN            | Ngari  | Ngaruba  | NgaNna  | NgataN  | NgaN     |
| IR/U   | 忘れる | bacimiruN  | baciranuN | bacirja | baciruN           | baciri | baciruba | baciNna | bacitaN | bacuN    |
| AS/YA  | 炊く   | magamiruN  | maganuN   |         | magaN             | magai  | magaiba  | magaNna | magataN | magasjaN |
| US/YA  | 干す   | hwamiruN   | hwanuN    |         | huN               | hui    | huiba    | huNna   | hutaN   | husjaN   |
| A/A    | 食べる | hamiruN    | hanuN     |         | huN               | hai    | haiba    | huNna   | hataN   | haN      |
| U/WA   | 休む   | dugamiruN  | duganuN   |         | duguN             | dugui  | duguiba  | duguNna | dugutaN | dugwaN   |

Cクラスの「立つ」の場合は、1種類の語根tat-が抽出できるが、Kクラス「咲く」の場合は語根がsag-とsat-の2種類ある。ARクラスの「濡れる」ではNgarとNgaの2種類ある。このように与那国語の動詞語根には複数の異形態がある。
与那国語で異形態を持つ動詞接尾辞には、使役-(a)mir-、非過去-u-/-∅-、過去-(i)ta-、状況(-すれば)-uba/-iba、禁止-(u)Nna、連体-ru/-∅、完了-(j)a-/-(j)u-がある。このうち連体形は一部の変格活用をする動詞、形容詞、及び完了形と過去形にのみ-ruを使い、それ以外の場合は終止形から-Nを取った形を使う。完了形で-a-系を使うか-u-系を使うかはほとんどの場合で意味によって決まり、主語が動作主の場合はa系を、そうでない場合はu系を使う。。それ以外の接辞をどのように選択するかは活用クラスによって決まっている。
以下に、クラスごとの語根と接辞の組み合わせを表にする。ただし完了形だけが異なるクラスについては同じ行にし、完了形の列のみ/で分けて示した。語根末の列にある「C」は任意の子音を表す。なお、与那国語では以下の音素配列規則があるため、表中の※印箇所ではこの規則が適用される。例えばAクラスのhu-N(食べる)の完了形//ha-a-N//は、音素配列規則3により実際には/haN/となる。UIRクラスのubuir-u-N(覚える)の使役形//ubui-amir-u-N//は、規則1によりubuamiruNとなったものにさらに規則2が適用されて/ubwamiruN/となる。
音素配列規則
1. 母音またはjの前のiが削除される。（ij→j、ii→i、ia→a、iu→u）
2. aの前のuがwに置換される。（ua→wa)
3. 同じ母音が連続するときは一方が削除される。（aa→a、ii→i、uu→u）

| グループ クラス | グループ クラス | グループ クラス | 語根末   | 接辞 | 接辞         | 接辞     | 接辞      | 接辞 | 接辞  | 接辞 | 接辞 | 接辞 | 接辞 | 接辞  | 接辞  | 接辞  | 接辞  | 接辞  | 接辞                   |
| グループ クラス | グループ クラス | グループ クラス | 語根末   | 志向 | 使役         | 否定     | 受身      | 条件 | 命令3 | 終止 | 連体 | 命令 | 状況 | 命令2 | 禁止  | 過去  | 中止  | 終止2 | 完了                   |
| --------------- | --------------- | --------------- | -------- | ---- | ------------ | -------- | --------- | ---- | ----- | ---- | ---- | ---- | ---- | ----- | ----- | ----- | ----- | ----- | ---------------------- |
| C               | C               | C               | -C-      | -uː  | -amir-       | -anu-    | -arir-    | -ja  | -jaː  | -u-N | -u   | -i   | -uba |       | -uNna | -ita- | -i    | -i    | -ja-                   |
| C               | K               | K               | -k/kʔ/g- | -uː  | -amir-       | -anu-    | -arir-    | -ja  | -jaː  | -u-N | -u   | -i   | -uba |       | -uNna |       |       |       |                        |
| C               | K               | K               | -t-      |      |              |          |           |      |       |      |      |      |      |       |       | -ita- | -i    | -i    | -ja-/-u-               |
| C               | K               | ŋ               | -ŋ-      | -uː  | -amir-       | -anu-    | -arir-    | -ja  | -jaː  | -u-N | -u   | -i   | -uba |       | -uNna |       |       |       |                        |
| C               | K               | ŋ               | -d-      |      |              |          |           |      |       |      |      |      |      |       |       | -ita- | -i    | -i    | -ja-                   |
| R               | VR              | AR              | -ar-     | -uː  | -amir-       | -anu-    | -arir-    | -ja  | -jaː  | -u-N | -u   | -i   | -uba |       |       |       |       |       |                        |
| R               | VR              | AR              | -a-      |      |              |          |           |      |       |      |      |      |      |       | -Nna  | -ta-  | -i    | -i    | -a- ※3                 |
| R               | VR              | UR              | -ur-     | -uː  | -amir-       | -anu-    | -arir-    | -ja  | -jaː  | -u-N | -u   | -i   | -uba |       |       |       |       |       |                        |
| R               | VR              | UR              | -u-      |      |              |          |           |      |       |      |      |      |      |       | -Nna  | -ta-  | -i    | -i    | -a- ※2/-u- ※3          |
| R               | IR              | IR              | -ir-     | -uː  |              | -anu-    | -arir-    | -ja  | -jaː  | -u-N | -u   | -i   | -uba |       |       |       |       |       |                        |
| R               | IR              | IR              | -i       |      | -mir-        |          |           |      |       |      |      |      |      |       | -Nna  | -ta-  | -i ※3 | -i ※3 | -ja- ※1/-u- ※1/-ju- ※1 |
| R               | IR              | UIR             | -uir-    | 不明 |              | -anu-    | -arir-    | -ja  | 不明  | -u-N | -u   | -i   | -uba |       |       |       |       | 不明  |                        |
| R               | IR              | UIR             | -ui-     | 不明 | -amir- ※1、2 |          |           |      | 不明  |      |      |      |      |       | -Nna  | -ta-  | -i ※3 | 不明  | -a- ※1、2              |
| V               | VS              | AS              | -Ca-     | -ː   | -amir- ※3    | -anu- ※3 | -arir- ※3 |      |       | -∅-N | -∅   | -i   | -iba | -iba  | -Nna  | -ta-  |       |       |                        |
| V               | VS              | AS              | -Cas-    |      |              |          |           |      |       |      |      |      |      |       |       |       | -i    | -i    | -ja-                   |
| V               | VS              | AS              | -C-      |      |              |          |           | -jaː |       |      |      |      | -uba |       |       |       |       |       |                        |
| V               | VS              | US              | -u-      | -ː   | -amir- ※2    | -anu- ※2 | -arir- ※2 |      |       | -∅-N | -∅   | -i   | -iba | -iba  | -Nna  | -ta-  |       |       |                        |
| V               | VS              | US              | -us-     |      |              |          |           |      |       |      |      |      |      |       |       |       | -i    | -i    | -ja-                   |
| V               | V               | A               | -a-      |      | -amir- ※3    | -anu- ※3 | -arir- ※3 |      |       |      |      | -i   | -iba | -iba  |       | -ta-  | -i    | -i    | -a- ※3                 |
| V               | V               | A               | -u-      | -ː   |              |          |           |      |       | -∅-N | -∅   |      |      |       | -Nna  |       |       |       |                        |
| V               | V               | U               | -C-      | -uː  | -amir-       | -anu-    | -arir-    |      |       |      |      |      |      |       |       |       |       |       |                        |
| V               | V               | U               | -Cu-     |      |              |          |           |      |       | -∅-N | -∅   | -i   | -iba | -iba  | -Nna  | -ta-  | -i    | -i    | -a- ※2                 |
| グループ クラス | グループ クラス | グループ クラス | 語根末   | 志向 | 使役         | 否定     | 受身      | 条件 | 命令3 | 終止 | 連体 | 命令 | 状況 | 命令2 | 禁止  | 過去  | 中止  | 終止2 | 完了                   |
| グループ クラス | グループ クラス | グループ クラス | 語根末   | 接辞 |              |          |           |      |       |      |      |      |      |       |       |       |       |       |                        |

※1 - 3については上記「音素配列規則」を参照。
現在形(終止形から-Nを除いた形)に付く接辞には、-na(Yes/No疑問)、-Nga(疑問詞疑問)、-Ndi(引用)、-Nsu(名詞化)等がある。連体形に付く接辞には、-ka(間接疑問)、-hadi(推測)等がある。中止形に付く接辞に、-ti(継起)、-bi(理由)、-datana(同時)、-busa-N(願望)、-war-u-N(尊敬)、-bu-N(非完結相)等がある。

#### 変格活用動詞
以上のルールに当てはまらない変則活用の動詞がある。/aN/(「ある」もしくはコピュラ)、/buN/「いる」、/cuN/「知る」、/iruN/「やる」、/kuN/「来る」、/hajuN/「入る」がそうである。このうち連体形接辞に-ruを取るのは/aN/,/buN/,/cuN/の三つで、それぞれ/aru/,/buru/,/curu/となる。

### 形容詞
与那国語の形容詞は、古い語根に「さあり」の付いた形に由来し、後に「さ」が脱落したものである。例えば終止形は、「高さありむ」が八重山語の石垣方言のようなtakasanとなり、「さ」が抜けてtaganとなった。tagasanという形も存在するようだが、taganとの違いは今のところ不明である。
祖納方言の「高い」の活用を示す。
|          | 連用形1       | 条件形1  | 条件形2  | 連用形2                       | 終止形 | 連体形 | 接続形              |
| -------- | ------------- | -------- | -------- | ----------------------------- | ------ | ------ | ------------------- |
| 高い     | tagagu        | tagaru   | tagarjaː | taga                          | tagan  | tagaru | taga                |
| 主な接辞 | narun（なる） | ba（ば） |          | minun（ない） ŋisan（そうだ） |        |        | bi（て） biti（て） |

動詞が複雑な仕組みを持つのに対して、形容詞は全て補助動詞anの接尾によって作られるため、１種類の活用パターンしかない単純な仕組みになっている。形容詞の語根は必ずaで終わり、上述のtagan(終止形)ならばtaga-nと分析され、原則的に語根はtaga-の一通りしかない。また語根に-guを付けると副詞を作れる(taga-n⇒taga-gu：高い⇒高く)。

### 敬語
与那国語の敬語のルールは日本語標準語と異なっており、社会的関係や心理的距離、フォーマルさなどに関係なく、純粋に年齢差のみによって敬語を使うかどうかが決まる。文の種類によって2種類の敬語がある。一つ目の敬語では補助動詞としてwarunが、普通語形の補充形としてujan(召し上がる)、warun(いらっしゃる)、mairun/maisun/kan-narun(亡くなる)がある。二つ目の敬語では補助動詞としてwaranが、普通語形の補充形としてcarirun(申し上げる)、ujan(差し上げる)、動詞中止形+ujan(して差し上げる：turan「くれる/あげる」に対応)がある。なお参考として尊敬語と謙譲語の訳を載せているが、以下に記すように一つ目の敬語は必ずしも尊敬語ではなく、二つ目の敬語は必ずしも謙譲語ではない。
一つ目の敬語は、文が与格項を持たないか、もしくは与格項が人間でない場合に適用されうる。そのような文で、文の主格項が発話者よりも年長である場合、敬語が使われる。
- asa=ja ma i ujasj-a-n.　：　おじいさん＝は もう ご飯(を) 召し上がった。

二つ目の敬語は、文が人間の与格項を持ち、かつ与格項が主格項より年長の場合に用いられる。
- aŋa asa=nki unu ca=nu na cari-ta-n.　：　私が おじいさん＝に その 草=の 名前(を) 申し上げた。

なお上記の2例文では、一つ目の敬語は尊敬語、二つ目の敬語は謙譲語であるように見えるが、実際はそうではない。
例えば次の文は、「発話者＜よしみさん＜おばさん」という年齢順の下で語られるものである。おばさんが主格項であるが、この文にはよしみさんという人間の与格項があるため、一つ目の敬語は適用されず、年長者に対する尊敬語と同値ではないことがわかる。さらに与格項は主格項より年少のため、二つ目の敬語の適用もない。結果、敬語を一切使わない文になっている。
- obasan=ŋa josimisan=nki nnani c-ami-ta-n.　：　おばさん=が よしみさん=に 着物(を) 着せた。

また次の文は発話者自身が与格項であり、主格項のケイタが自分より年少という場合である。この場合、年齢のルールに従って二つ目の敬語が使われるため、これが謙譲語と同値でないことがわかる。
- Keita=ŋa anu=nki nnani c-am-i wara-ta-n.　：　ケイタ=が 私=に 着物(を) 着せた。

## 主な単語
（祖納の方言）

### 代名詞
語の後ろの記号は音調。=はA型、_はB型、]はC型を表す。音調が不明の部分は記していない。
|          | 単数     | 訳            | 複数     | 複数     | 訳                     |
| -------- | -------- | ------------- | -------- | -------- | ---------------------- |
| 一人称   | anu]     | 私            | banu]    | banunta] | 私たち(除外形)         |
| 一人称   | anu]     | 私            | banta]   | banta]   | 私たち(包括形)         |
| 二人称   | nda=     | あなた        | ndi=     | ndinta=  | あなたたち             |
| 近称     | ku=      | これ          | kuntati  | kuntati  | これら                 |
| 中称     | u=       | それ          | untati_  | untati_  | それら                 |
| 遠称     | kari=    | あれ、彼/彼女 | kantati_ | kantati_ | あれら、彼ら           |
| 再帰１   | sa=      | 自分          | si       | si       | 自分たち               |
| 再帰２   | du]      | 自分          |          |          |                        |
| 再帰２   | dunudu   | 自分          |          |          |                        |
| 場所近称 | kuma]    | ここ          | kumanta  | kumanta  | ここら、ここらへん     |
| 場所中称 | uma]     | そこ          | umanta   | umanta   | そこら、そこらへん     |
| 場所遠称 | kama=    | あそこ        | kamanta  | kamanta  | あそこら、あそこらへん |
| 疑問有性 | ta=      | 誰            | tanta    | tanta    | 誰ら                   |
| 疑問無性 | nu]      | 何            |          |          |                        |
| 場所疑問 | nma]     | どこ          |          |          |                        |
| 時間疑問 | ici]     | いつ          |          |          |                        |
| 数量疑問 | iguci=   | いくつ        |          |          |                        |
| 数量疑問 | igurati= | いくら        |          |          |                        |

一部の代名詞は格によって不規則な語形を取る。一人称代名詞に対して主格=ŋa(が)、属格=nu(の)が付く場合と、場所代名詞に所格=ni(に)が付く場合、以下のように変則的な語形になる。場所代名詞に関しては、語末のaがiに交代することで所格の表現になる。
|                     | 基本形   | 格         | 特殊語形        | 訳            |
| ------------------- | -------- | ---------- | --------------- | ------------- |
| 一人称単数          | anu]     | 主格・属格 | a=ŋa            | 私が、私の    |
| 一人称複数 (除外形) | banu]    | 主格・属格 | ba=ŋa ba/banta] | 我々が 我々の |
| 一人称複数 (除外形) | banunta] | 主格・属格 | ba=ŋa ba/banta] | 我々が 我々の |
| 同(包括形)          | banta]   | 主格・属格 | ba=ŋa ba/banta] | 我々が 我々の |
| 場所近称            | kuma]    | 所格       | kumi]           | ここに        |
| 場所中称            | uma]     | 所格       | umi]            | そこに        |
| 場所遠称            | kama=    | 所格       | kami=           | あそこに      |
| 場所疑問            | nma]     | 所格       | nmi]            | どこに        |

### 格助詞
| 語            | 訳                    | 例文                                   | 例文訳                     |
| ------------- | --------------------- | -------------------------------------- | -------------------------- |
| =ja           | ～は                  | kari=ja ku-n                           | 彼は来る                   |
| =du           | ～ぞ                  | u=ŋa=du                                | これぞ(まさに)             |
| =ŋa           | ～が                  | kari=ŋa ku-n                           | 彼が来る                   |
| =nu           | ～の                  | kari=nu suŋuti                         | 彼の本                     |
| =nki          | ～へ ～に             | isu=nki hir-u-n kari=nki tura-n        | 磯へ行く 彼にあげる        |
| =ni           | (場所)で、に (時間)に | isu=ni amb-u-n isu=ni bu-n unu basu=ni | 磯で遊ぶ 磯にいる その時に |
| =gara         | ～から                | isu=gara su-ta-n                       | 磯から来た                 |
| =tu           | ～と                  | kari=tu ku-n                           | 彼と来る                   |
| =si           | ～で                  | katana=si cu-n                         | 刀で切る                   |
| - =n - =bagin | ～も                  | - kari=n ku-n - kari=bagin ku-n        | 彼も来る                   |
| =ka           | ～より                | ku=ka maci                             | これよりよい               |
| =nta          | ～たち、～とか        | agami=nta                              | 子供たち                   |
| =ndi          | ～と                  | ku-n=di n-ta-n                         | 来ると言った               |
| =su           | ～の(準体助詞)        | n-ta-n=su=ja                           | 言ったのは                 |
| =nni          | ～のよう              | u=nni=nu                               | このような                 |

「～の」に当たる助詞が=nuと=suに、「～と」に当たる助詞が=tuと=ndiに分かれていることに注意。=niと=nkiはどちらも受動文の動作主を表すのに使える。
与那国語では目的格を表す「を」は存在せず、目的語は常に無標になる。一方で主格を表す助詞は=ŋa、主題を表す場合は=jaを取る。主格の=ŋaは他動詞文ならば必ず使われるが、自動詞文の場合は揺れがある。また、他の琉球諸語では主格に「の」相当の属格助詞(与那国語=nu)を使う用法が見られるが、与那国語には存在しない。

### 数詞・類別詞
|                | 1   | 2   | 3  | 4  | 5   | 6  | 7    | 8  | 9      | 10 |
| -------------- | --- | --- | -- | -- | --- | -- | ---- | -- | ------ | -- |
| 与那国語の数詞 | tʔu | tʔa | mi | du | ici | mu | nana | da | kugunu | tu |

| 数える対象       | 人間    | 動物  | 無生物 | 平らな物 | 樹木  | 日にち  | 回数    | 歩数  | 握り |
| ---------------- | ------- | ----- | ------ | -------- | ----- | ------- | ------- | ----- | ---- |
| 与那国語の類別詞 | -taintu | -gara | -ci    | -ira     | -mutu | -ka/-ga | -muruci | -mata | -ka  |

例えば「一つ、二つ、三つ、四つ」であれば"tʔuci, tʔaci, mici, duci"('とぅち、'たち、みち、どぅち)のようになる。
- ンサイワルカヤ (こんにちは)
- フガラサ、フガラッサ (ありがとう)
- ウンティ（サツマイモ）
- ンニ (船)
- ダマ（山）
- ウンナガ (海)
- カー (川)
- ミン (水)
- ツァー (草)
- ハナ (花)
- ンタ (土)
- ダー (家)
- チー (火)
- イチブグ (石)
- ティダン (太陽)
- 'クユ (月)
- フチ (星)
- 'トゥムティ (朝)
- ツマ (昼)
- ドゥサビ (夕方)
- ドゥル（夜）
- 'トゥムティヌイー (朝食)
- ツマドゥギ (昼食)
- ドゥイ (夕食)
- ドゥライ (集まり)
- ドゥー（湯）
- ドゥタ (ユタ)
- アナンプ (穴)
- ツー (糞)
- サナ (傘)
- タブグ (煙草)
- グサン (杖)
- ドゥユ (紐)
- アミティ (道)
- カン (神)
- アディ (味)
- アグイ、アグ (あくび)
- アシ (汗)
- アシブ (汗疹)
- イティ (息)
- ミンブル（頭）
- カラン (髪)
- ウムティ、チラ (顔)
- 'タイ (額)
- ミー (目)
- ミンタフ (耳)
- ハナブル (鼻)
- ンギ (髭)
- 'ティブニ (口)
- ハー (歯)
- 'ター (舌)
- カマティ (頬)
- ウトゥカ゜イ、カグディ (顎)
- ヌビ (首)
- カタブルチ (肩)
- カンナ (腕)
- バンタ (脇)
- ティー (手)
- チムク゜ティ、ンニ (胸)
- チー、チッティ (乳房)
- チヌサティ (乳首)
- バタ (腹)
- フス (へそ)
- クチブニ (背中)
- ンビ (尻)
- ンビルミ (肛門)
- マラ (男性器)
- ヒー、マリミ (女性器)
- ンブチ (膝)
- チニ (脛)
- チニクラ (ふくらはぎ)
- ハン (足)
- アドゥビラ (かかと)
- クー (肺)
- カンダイ (燻製)
- ミー、チチ (肉)
- サー (茶)
- サギ (酒)
- カイク゜(卵)
- アンダ (油)
- チンダ (ネギ)
- キンダグニ (人参)
- ウブニ (大根)
- ヒル (ニンニク)
- キヌナイ、ナイムヌ (果物)
- トゥムンブ (桃)
- イチムチ (動物)
- イヌ (犬)
- マユ (猫)
- ワー (豚)
- ミッタ、ミタ (鶏)
- ウチ (牛)
- ンマ (馬)
- ヒビダ (山羊)
- ウヤントゥ (鼠)
- ハトゥ (鳥)
- ハドゥヤ (雀)
- ガラチ (カラス)
- クディラ (鯨)
- ヒットゥ (イルカ)
- サバ (鮫)
- イユ (魚)
- マンビキ (シイラ)
- アティヌイユ (カジキ)
- カンナ (蟹)
- アガヤ (貝)
- ギラ (シャコガイ)
- トゥガラ (蛇)
- バガドゥ (蜥蜴)
- ダマミ (亀)
- カミ (海亀)
- アタビタ (蛙)
- ムチ (飛ぶ虫)
- ダグ (這う虫)
- イサトゥマイ (カマキリ)
- カランハヤ (カミキリムシ)
- トゥビンタヤ (蛍)
- ハビル (蝶)
- ハタ (蜂)
- アギダン (トンボ)
- サンサン (蝉)
- カダンク (蚊)
- サダン、ツァダン (ボウフラ)
- ハイ (蝿)
- アヤ (蟻)
- ンカディ (百足)
- ンダミ (カタツムリ)
- ディミミ (ミミズ)
- ミンブルブッタ（馬鹿・阿呆）
- カンナクラ (力持ち)
- バティ (罰)
- バッパイ (失敗、間違い)
- ガンドゥ (元気)
- トゥバルマ (恋人)
- トゥン (妻)
- ンクティ (赤ちゃん)
- アガミ (子供)
- ウヤハ (親子)
- ダニンドゥ (家族)
- アヌ (私、僕、俺)
- アティ (姉)
- スナティ (兄)
- ウトゥダ、ビギブナイ (兄弟、姉妹)
- アブタ (母親)
- イヤ (父親)
- アブ (祖母)
- アサ (祖父)
- ウミアブ (曽祖母)
- ウミアサ (曽祖父)
- スー (今日)
- アッタ (明日)
- ンヌ (昨日)
- クトゥチ (今年)
- ディン (来年)
- クドゥ (去年)
- ニディ (右)
- ンダイ (左)
- ウヤビ (上)
- タラ (下)
- マイサン (大きい)
- グマン (小さい)
- ウブサン (多い)
- サガン (少ない)
- ダンサン (悔しい、悲しい、残念)
- イナムヌ (悲しい、残念)
- シャナン (嬉しい)
- ダラン (柔らかい)
- カタン、クヮン (固い、硬い)
- キャン、キャーン (痒い)
- ダムン (痛い、痛む)
- バタク゜リサン (お腹が痛い)
- アサン (浅い)
- ドゥリードゥリー (ゆっくり)
- ハク゜ン (剥ぐ、剥く、配る)
- カタン、マンディルン (混ぜる)
- バチルン (忘れる)
- キャン (消す)
- キャキ゜ルン、キルン (蹴る)
- キットゥン (蹴る、つまずく)
- カユン (通う)
- カラグン (乾く)
- カラガン (乾かす)
- カブン (嗅ぐ)
- スルン (連れる、抱く)
- アチマルン、スリルン、ドゥルン (集まる)
- ドゥルン (許す)
- トゥン (倒す、解体する)
- ドゥムン (読む、数える)
- カンドゥン (被る)
- カラマルン (絡まる)
- カラン (辛い)
- クン (聞く)
- カリルン (聞こえる)
- カンガルン (考える)
- カンギルン (背負う)
- カルン (刈る)

## 例文
与那国方言版「雨ニモマケズ」
「アミンキン マギラヌ」
（雨ニモマケズ）
アミンキー マギラヌンキ
（雨ニモマケズ）
カディンキー マギラヌンキ
（風ニモマケズ）
フユヌヒーサー ナチヌ アッツァンキ マギラヌンキ
（雪ニモ夏ノ暑サニモマケヌ）
ガーリナ ドゥバダ ムティ
（丈夫ナカラダヲモチ）
ドゥグ ムタヌンキ
（慾ハナク）
イカナチン クンドゥンディラヌンキ
（決シテ瞋ラズ）
イッチン トゥグトゥ バライ=ブイ
（イツモシヅカニワラッテヰル）
チニ ヌーマイ ドゥチク゜トゥ
（一日ニ玄米四合ト）
ンストゥ イビタティヌ ダサイバ ハイ
（味噌ト少シノ野菜ヲタベ）
ヌンクン
（アラユルコトヲ）
ドゥヤ サンミンキ イリラヌンキ
（ジブンヲカンジョウニ入レズニ）
ンニ トゥミ 'ティー トゥミ バガイ=ブイ
（ヨクミキキシワカリ）
ウニティ バチラヌンキ
（ソシテワスレズ）
ヌヌ マチ=キヌ ムリクヌ カタスバヌヌ
（野原ノ松ノ林ノ蔭ノ）
グマータティヌ カヤダティニ ブイティ
（小サナ萱ブキノ小屋ニヰテ）
アカ゜バラニ ダミ=ブル アガミカ゜ンナリタヤ
（東ニ病気ノコドモアレバ）
イティティ ンニ=トゥラシ
（行ッテ看病シテヤリ）
イリバラニ バリ=キー=ワル アブタカ゜ンナリタヤ
（西ニツカレタ母アレバ）
イティティ ウヌ マイヌ タバ カタミ
（行ッテソノ稲ノ朿ヲ負ヒ）
ハイバラニ ンニンダギヌ 'トゥカ゜ワタヤ
（南ニ死ニサウナ人アレバ）
イティティ 'トゥーン シバキラヌンキ ンサンドンディ ンディ
（行ッテコハガラナクテモイヽトイヒ）
ニンバラニ ムンドゥ アラシグトゥカ゜ウグリ=ブイカ゜シヤ
（北ニケンクヮヤソショウガアレバ）
バリンナ ウンニヌ クトゥ キンナンディ ンディ
（ツマラナイカラヤメロトイヒ）
サリヌ バスヤ ヌダ ウトゥシ
（ヒドリノトキハナミダヲナガシ）
ヒサル ナチヤ トゥンカ トゥンカ アイティ
（サムサノナツハオロオロアルキ）
ブールニ キナラヌ=ムヌンディ ンダリ
（ミンナニデクノボートヨバレ）
フミラリラヌタンティン
（ホメラレモセズ）
クチサ ミヌンキー
（クニモサレズ）
ウンニヌ ムヌンキドゥ
（サウイフモノニ）
アヌヤ ナイブサル
（ワタシハナリタイ）